# La Chapelle-en-Juger

La Chapelle-en-Juger este o comună în departamentul Manche, Franța. În 1 ianuarie 2018 avea o populație de 658 de locuitori.